# راجا بابو
راجا بابو (هندی: राजा बाबू) فیلمی هندی به کارگردانی دیوید داوان است که در سال ۱۹۹۴ منتشر شد. از بازیگران آن می‌توان به گوویندا و کاریسما کاپور اشاره کرد.